# Tvis Å
Tvis Å  er et sydligt tilløb til Storå, hvor der nu er Vandkraftsø. Ved udløbet ses den gamle vandmølle, som Holstebro Kommune restaurerede i 1990'erne. Vandkvaliteten i åen er god, og der lever både ørreder og stallinger. Tvis Mølle dambrug blev opkøbt af Holstebro Kommune i 1990'erne. Dambruget er delvist nedlagt. Frøjk Fiskepark, der opdrætter og udsætter ørreder og laks i hele Storå-systemet, har nu til huse på det resterende dambrug. Ved møllen ligger resterne af Tvis Kloster, der var et munkekloster op til reformationen. I møllen ses en udstilling om klosteret.
56°21′9.15″N 8°40′57.3″Ø / 56.3525417°N 8.682583°Ø